# Saint-Didier-de-Formans
Saint-Didier-de-Formans és un municipi francès situat al departament de l'Ain i a la regió d'Alvèrnia-Roine-Alps. L'any 2007 tenia 1.777 habitants.

## Demografia

### Població
El 2007 la població de fet de Saint-Didier-de-Formans era de 1.777 persones. Hi havia 631 famílies de les quals 102 eren unipersonals (45 homes vivint sols i 57 dones vivint soles), 175 parelles sense fills, 313 parelles amb fills i 41 famílies monoparentals amb fills.
La població ha evolucionat segons el següent gràfic:
Habitants censats

### Habitatges
El 2007 hi havia 655 habitatges, 632 eren l'habitatge principal de la família, 13 eren segones residències i 9 estaven desocupats. 588 eren cases i 61 eren apartaments. Dels 632 habitatges principals, 527 estaven ocupats pels seus propietaris, 94 estaven llogats i ocupats pels llogaters i 11 estaven cedits a títol gratuït; 2 tenien una cambra, 22 en tenien dues, 77 en tenien tres, 138 en tenien quatre i 392 en tenien cinc o més. 560 habitatges disposaven pel capbaix d'una plaça de pàrquing. A 216 habitatges hi havia un automòbil i a 397 n'hi havia dos o més.

### Piràmide de població
La piràmide de població per edats i sexe el 2009 era:
| Homes | Edats   | Dones |
| ----- | ------- | ----- |
| 0     | 95 o +  | 0     |
| 0     | 90 a 94 | 0     |
| 4     | 85 a 89 | 4     |
| 12    | 80 a 84 | 4     |
| 12    | 75 a 79 | 24    |
| 20    | 70 a 74 | 16    |
| 28    | 65 a 69 | 24    |
| 28    | 60 a 64 | 40    |
| 40    | 55 a 59 | 24    |
| 40    | 50 a 54 | 76    |
| 92    | 45 a 49 | 56    |
| 60    | 40 a 44 | 60    |
| 76    | 35 a 39 | 76    |
| 60    | 30 a 34 | 76    |
| 24    | 25 a 29 | 16    |
| 24    | 20 a 24 | 32    |
| 44    | 15 a 19 | 64    |
| 84    | 10 a 14 | 44    |
| 84    | 5 a 9   | 64    |
| 56    | 0 a 4   | 36    |

## Economia
El 2007 la població en edat de treballar era de 1.173 persones, 902 eren actives i 271 eren inactives. De les 902 persones actives 850 estaven ocupades (464 homes i 386 dones) i 53 estaven aturades (21 homes i 32 dones). De les 271 persones inactives 70 estaven jubilades, 122 estaven estudiant i 79 estaven classificades com a «altres inactius».

### Ingressos
El 2009 a Saint-Didier-de-Formans hi havia 654 unitats fiscals que integraven 1.821,5 persones, la mediana anual d'ingressos fiscals per persona era de 23.931 €.

### Activitats econòmiques
Dels 75 establiments que hi havia el 2007, 1 era d'una empresa alimentària, 1 d'una empresa de fabricació d'altres productes industrials, 23 d'empreses de construcció, 17 d'empreses de comerç i reparació d'automòbils, 1 d'una empresa de transport, 3 d'empreses d'hostatgeria i restauració, 1 d'una empresa d'informació i comunicació, 3 d'empreses immobiliàries, 18 d'empreses de serveis, 1 d'una entitat de l'administració pública i 6 d'empreses classificades com a «altres activitats de serveis».
Dels 26 establiments de servei als particulars que hi havia el 2009, 6 eren paletes, 3 guixaires pintors, 3 fusteries, 4 lampisteries, 3 electricistes, 1 empresa de construcció, 1 perruqueria, 1 veterinari, 1 restaurant, 1 agència immobiliària i 2 salons de bellesa.
L'any 2000 a Saint-Didier-de-Formans hi havia 17 explotacions agrícoles que ocupaven un total de 472 hectàrees.

## Equipaments sanitaris i escolars
El 2009 hi havia una escola elemental.

## Poblacions més properes
El següent diagrama mostra les poblacions més properes.